# Burgas
Burgas (bugarski: Бургас) je grad u Bugarskoj. S 229 250 stanovnika je četvrti grad po veličini (drugi na moru), a po površini od 253,644 km2 među najvećima u Bugarskoj. Grad je središte istoimene bugarske oblasti i turističko središte na Crnomorskoj obali.
Grad se nalazi na najzapadnijoj točki Crnog mora, u velikom Burgaskom zaljevu. S kopna je sa zapada, sjeveroistoka i jugozapada okružen Burgaskim, Atanasovskim i Mandrenskim jezerom. Burgas je najveća i najvažnija bugarska morska luka. Danas je ključno gospodarsko, kulturno i turističko središte jugoistočne Bugarske, s međunarodnom zračnom lukom koja povezuje brojna turistička naselja na južnoj obali Bugarske.

## Povijest
Burgas je nasljednik drevnog grčkog grada Pirgosa (grčki: Πύργος), koji su osnovali kolonisti iz Apolonije (današnji Sozopol) kao vojnu i promatračku postaju drugih važnih naselja u toj regiji - Mesembriji. Današnji grad Burgas, prostire se na temeljima Pirgosa, ali i još tri drevna naselja: Castritiona, Skafide i Rosokastrona.
Za vrijeme vladavine Rima, Burgas je nosio ime Deultum, i bio je osnovan kao naselje rimskih vojnih veterana za cara Vespazijana. U srednjem vijeku izgrađena je mala utvrda nazvana Pirgos (grčki: Πύργος znači toranj). Tek od XVII stoljeća naselje se zove Ahelo-Pirgas. Ovo naselje je kasnije preimenovano u Burgas. U ranim 1800-tim stanovništvo Burgasa se smanjilo nakon učestalih pljački i razbojstava koje su nad njima vršili razbojnici krdžalije.
Sredinom XIX. stoljeća gospodarstvo grada se oporavilo, zahvaljujući brodogradnji i izvozu žitarica. U vrijeme oslobođenja Bugarske od otomanske vlasti (1885.), to je bilo malo naselje sa svega oko 3000 stanovnika, od kojih su većina bili Grci uz Armence, Turke, Židove i Bugare. Nakon toga počeo je nagli razvoj Burgasa u suvremeni europski grad. Podignuta je rafinerija i pogoni kemijske industrije, pored grada otvoreni su rudnici željeza i solane.

## Gospodarstvo
U XIX. stoljeću, s povećanjem pomorskog prometa u Crnom moru, Burgas je postao značajna luka. Izgradnjom željezničke pruge Solun-Istanbul značaj luke je opao, jer je većina njenog tadašnjeg prometa bila usmjerena prema lukama na jugu Crnog mora:  Istanbulu, Trabzonu i drugim. Nakon što je 1903. izgrađena željeznička pruga do Burgasa, ponovno je porastao promet u luci.
Danas je luka grada Burgasa najveća u Bugarskoj i značajan čimbenik u lokalnom gospodarstvu.
Zračna luka Burgas nalazi se u sjeveroistočno od Burgasa, u predgrađu Sarafovo. S preko dva milijuna putnika godišnje zauzima drugo mjesto u Bugarskoj, iza Zračne luke Sofija.
Burgas je i sveučilišni grad sa 6000 studenata.
U Burgasu djeluju konzularna predstavništva Turske, Bjelorusije, Rumunjske, Rusije i Ukrajine.

## Gradovi prijatelji
- San Francisco, Kalifornija, Sjedinjene Američke Države
- Rotterdam, Nizozemska
- Yantai, Kina
- Krasnodar, Rusija
- Alexandroupolis, Grčka
- Miskolc, Mađarska

- Poluotok na otoku Livingstonu (otočje Južni Shetland na Antarktici) je 2002. godine dobio ime poluotok Burgas u čast grada Burgasa.

## Vanjske poveznice
- Službene stranice grada
- Portal o Burgasu, informacije o gradu
- Galerija Nikola Gruev iz Burgasa